# Мвепу, Илунга
Илу́нга Мве́пу (Ilunga Mwepu, 22 августа 1949, Бельгийское Конго — 8 мая 2015) — конголезский футболист, защитник, участник чемпионата мира 1974 года в составе сборной Заира.

## Биография
Илунга Мвепу стал знаменит после эпизода матча Заир – Бразилия на чемпионате мира 1974 года, в котором он выбежал из стенки и выбил мяч далеко на половину поля бразильцев, которые готовились пробить штрафной удар, за что получил от арбитра встречи предупреждение. Многие зрители и комментаторы посчитали данный эпизод ярким доказательством недисциплинированности и слабого знания футбольных правил игроками африканской команды. Высказывалось также мнение, что игроки команды Заира использовали этот приём для затягивания времени, поскольку руководство команды пообещало сурово наказать футболистов за поражение от бразильцев с разницей более чем в три мяча. Позже Мвепу заявлял, что был прекрасно знаком с правилами игры, а свой поступок объяснил протестом против нежелания руководства команды выплатить игрокам премиальные за участие в турнире. Он также заявил, что рассчитывал на то, что арбитр удалит его с поля, однако Мвепу получил всего лишь жёлтую карточку.
Скончался 8 мая 2015 года.